# Urano nella fantascienza
Il pianeta Urano costituisce lo scenario di diverse opere letterarie, prevalentemente di fantascienza.

## Letteratura
- Mr. Vivenair (uno pseudonimo) pubblicò nel 1784 A Journey Lately Performed Through the Air in an Aerostatic Globe, Commonly Called an Air Balloon, From This Terraquaeous Globe to the Newly Discovered Planet, Georgium Sidus (letteralmente Un viaggio compiuto di recente attraverso l'aria in un globo aerostatico, comunemente chiamato pallone ad aria, da questo globo terracqueo al pianeta scoperto da poco, la Stella di Giorgio). Stella di Giorgio è uno dei primi nomi dati a Urano, che era stato scoperto solo tre anni prima.
- Nella serie di Buck Rogers (1928-), Urano è ritratto come pianeta popolato da robot.
- Nel racconto Il pianeta dei dubbi (1935) di Stanley G. Weinbaum, Urano è un pianeta riscaldato dal proprio calore interno, coperto da una nebbia perenne e popolato da esseri che si muovono in carovana come le processionarie terrestri.
- Clouds over Uranus è un racconto di R. R. Winterbotham pubblicato sulla rivista Astounding nel marzo del 1937
- Il racconto di Fritz Leiber Orbita frenante (The Snowbank Orbit, 1962) vede tre navi terrestri, in fuga da invasori interstellari, tentare una disperata manovra di frenatura nell'atmosfera di Urano a 100 miglia al secondo.
- In The Insects from Shaggai, racconto del 1964 di Ramsey Campbell che riprende il Ciclo di Cthulhu, Urano è conosciuto come L'gy'hx e i suoi abitanti sono creature metalliche di forma cubica e con molti piedi che adorano Lrogg. Questi esseri sono in conflitto religioso con gli insetti Shan.
- I romanzi Vorstoß zum Uranus (1972) e Raumposition Oberon (1982), rispettivamente n.5 e 22 della serie di Mark Brandis di libri di fantascienza, sono ambientati su Urano e nei suoi dintorni.
- Nel romanzo Mondo senza tempo (A World Out of Time, 1976) di Larry Niven, Urano è dotato di un enorme motore a fusione e utilizzato per spostare delicatamente la Terra verso l'esterno da un sole artificialmente splendente causato da una guerra civile tra la Terra e le sue colonie.
- Nel romanzo I consigli di Eykis (Gifts from Eykis, 1983) di Wayne W. Dyer, Eykis è una femmina di Urano che impartisce saggezza e spiritualità sulla Terra.
- Il racconto Into the Blue Abyss di Geoffrey A. Landis, parte della sua antologia Impact Parameter and other Quantum Fictions (2001), tratta di una spedizione verso Uranus alla ricerca di vita.
- Nel libro per ragazzi Zombie Bums from Uranus (2003) di Andy Griffiths, si afferma che i fannulloni zombie provengono da Urano. È anche l'impostazione di uno dei capitoli.
- Nel romanzo per ragazzi Art Mumby e i pirati dell'eternave (Larklight, 2006) di Philip Reeve, Urano è battezzato Georgium Sidus, 'Stella di George'. Possiede isole che germogliano su di esso, ed è anche abitato da una razza di tritoni a quattro braccia, che vivono in vesciche di galleggiamento del germoglio sotto la superficie insieme ad altre razze acquatiche.
- Uranian Gleams (2015) di Robert Gibson fornisce la storia di una civilizzazione di Urano, più sei romanzi brevi ambientati in vari stadi della storia.

## Film e serie televisive
- Nel film Viaggio al settimo pianeta (1962) di Sidney W. Pink, gli astronauti incontrano su Urano delle strane intelligenze. È l'unico film in cui è mostrato un atterraggio sul pianeta.
- Nel telefilm Doctor Who (1963-), episodio The Daleks' Master Plan, Urano è descritto come l'unico luogo dell'universo dove può essere rinvenuto il minerale Taranium.
- Nell'anime Sailor Moon (1992), Sailor Uranus è il nome della settima soldatessa guardiana ad apparire nella serie e rappresenta il pianeta. I suoi attacchi sono associati con la forza della natura. Nel manga appare inoltre il suo castello (il Miranda Castle) orbitante attorno al pianeta.

## Nella cultura di massa
In inglese, la pronuncia di Uranus ("Urano") somiglia a quella di your anus ("il tuo ano"), il che ha dato origine a molte battute. Nella traduzione italiana, in genere, queste battute sono rese evidenziando le lettere finali ano del nome del pianeta.
- Nella serie animata Futurama (1999-2003), per porre fine alle battute nel 2620 (2026 nel doppiaggio italiano) il nome di Urano è stato cambiato in "Uretto".
- Nel film E.T. l'extra-terrestre, quando Elliott dice di aver visto un extraterrestre i suoi compagni lo prendono in giro dicendogli: "E da dove viene, da Ur ano? Da Ur buco del culo?" (in originale, il senso della battuta è: "Da dove viene? dal tuo buco del culo?")
- Nel film Project: Alf, l'alieno arancione Alf chiede a volte ai suoi interlocutori quale sia il settimo pianeta del Sistema Solare (la risposta, naturalmente, è Urano, ossia "tuo ano").
- Nella serie animata Due fantagenitori, pensando a cosa potrebbe fare un Tom Sawyer che usa la magia per cambiare le trame dei libri se entrasse in uno di astrofisica, Wanda dice "E potrebbe trasformare Urano in.... Oh no! Dobbiamo fermarlo!"